# Беберка
Беберка — река в России, протекает в Прилузском районе Республики Коми. Исток и первые два километра течения находятся в Мурашинском районе Кировской области. Устье реки находится в 2,3 км по правому берегу реки Волосница. Длина реки составляет 25 км, площадь водосборного бассейна 169 км².
Исток реки на Северных Увалах около посёлка Новый (Мурашинский район Кировской области). Рядом с истоком Беберки находится исток Паромы, здесь проходит водораздел бассейнов Летки и Великой. Река течёт на северо-восток, протекает посёлок Новый, границу Кировской области и Республики Коми, где течёт по ненаселённому лесному массиву. Впадает в Волосницу у села Летка. Притоки — Ночная Беберка (в водном реестре река без названия, 5,4 км от устья по левому берегу), Яраншор (пр), Мыжья (лв), Тарьяшор (лв).

## Данные водного реестра
По данным государственного водного реестра России относится к Камскому бассейновому округу, водохозяйственный участок реки — Вятка от истока до города Киров, без реки Чепца, речной подбассейн реки — Вятка. Речной бассейн реки — Кама.
Код объекта в государственном водном реестре — 10010300212111100031716.